# Revolta da Páscoa
A Revolta da Páscoa (em irlandês: Éirí Amach na Cásca) foi uma rebelião na Irlanda durante a Semana Santa, em 1916. A revolta foi uma tentativa por parte de militantes republicanos irlandeses para ganhar a independência em relação ao Reino Unido. Foi a mais importante revolta na Irlanda desde a rebelião de 1798.
Organizada pela Irmandade Republicana Irlandesa, a revolta decorreu entre a segunda-feira de Páscoa, 24 de abril a 29 de abril de 1916. Os membros dos Voluntários Irlandeses, liderados pelo professor e advogado Patrick Pearse, juntou-os ao Exército Civil Irlandês de James Connolly, junto com 200 membros da Cumann na mBan, que ficaram em locais-chave de Dublin e proclamaram uma República da Irlanda independente da Grã-Bretanha. Houve algumas ações em outras partes da Irlanda, mas, exceto para o ataque ao quartel RIC em Ashbourne, no Condado de Meath, eram menores.
A revolta foi suprimida após seis dias de combates, e os seus líderes foram condenados num tribunal marcial e executados, mas eles conseguiram trazer a força física do republicanismo de volta à vanguarda da política irlandesa. Nas Eleições Gerais de 1918, a última eleição realizada em toda a ilha da Irlanda para o Parlamento do Reino Unido, os republicanos ganharam 73 cadeiras das 105, numa política de abstenção a partir de Westminster e da independência irlandesa. Esta foi conseguida dois anos após a revolta. Em janeiro de 1919, os membros eleitos do Sinn Féin que não tinham ido para a prisão na época, incluindo sobreviventes da revolta, convocaram o Primeiro Dáil e criaram a República da Irlanda. O governo britânico recusou-se a aceitar a legitimidade da recém-declarada nação, levando à Guerra de Independência da Irlanda.
Pelo menos 500 pessoas foram mortas na revolta. Cerca de 54% eram civis, 30% eram militares britânicos e policiais lealistas, e os outros 16% eram rebeldes irlandeses. O número de feridos passa de 2 600 no total. Muitos dos civis mortos foram vítimas do fogo de artilharia do exército inglês e suas metralhadoras pesadas. As forças de segurança britânicas tinham enorme dificuldade de distinguir rebeldes de civis normais. Muitas pessoas também morreram no fogo cruzado pela cidade. Após os combates, partes de Dublin estavam em ruínas.